# Stèle de Zakkur

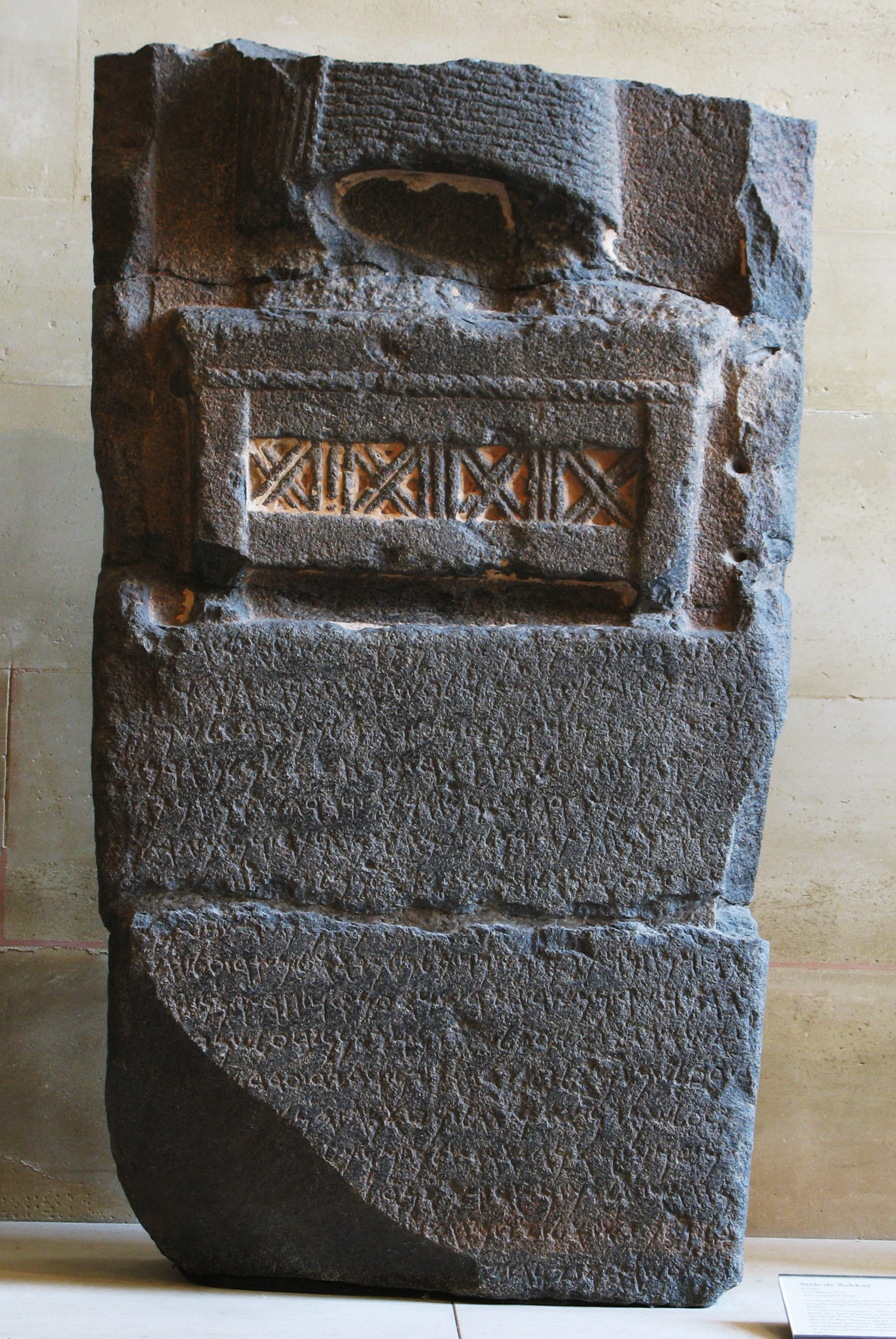
Vue d'ensemble de la stèle

La Stèle de Zakkur (ou Zakir) est une stèle royale de l'antique royaume de Hamath, en actuelle Syrie, avec une importante inscription araméenne.

## Historique et inscription
La stèle de Zakkur est découverte en 1903 à Tell Afis, un site archéologique à 45 km au sud-est d'Alep, sur le territoire de l'ancien royaume de Hamath. Elle est publiée en 1907. Écrite en araméen, elle est en partie lisible :

« Je suis Zakkur, roi de Hamath et de Luash ... Bar-Hadad, fils de Hazael, roi d'Aram, dix-sept rois unis contre moi ... tous ces rois assiégèrent Hazrach ... Baalshamayn m'a dit : “N'aie pas peur ! ... Je te sauverai de tous [ces rois qui] t'assiègent” »

Cette inscription est considérée être une des plus importantes en araméen. Elle est conservée au musée du Louvre, où elle est entrée par acquisition en 1922, au département des antiquités orientales.

## Sources
- (en) Cet article est partiellement ou en totalité issu de l’article de Wikipédia en anglais intitulé « Stele of Zakkur » (voir la liste des auteurs).